# Fengqiao Lu
Fengqiao Lu (chiń. 枫桥路站) – stacja metra w Szanghaju, na linii 11. Zlokalizowana jest pomiędzy stacjami Caoyang Lu oraz Zhenru. Została otwarta 31 grudnia 2009.